# Gaimardia mesembrina
Gaimardia mesembrina is een tweekleppigensoort uit de familie van de Cyamiidae. De wetenschappelijke naam van de soort is voor het eerst geldig gepubliceerd in 1907 door Melvill & Standen.